# Crida per la Democràcia

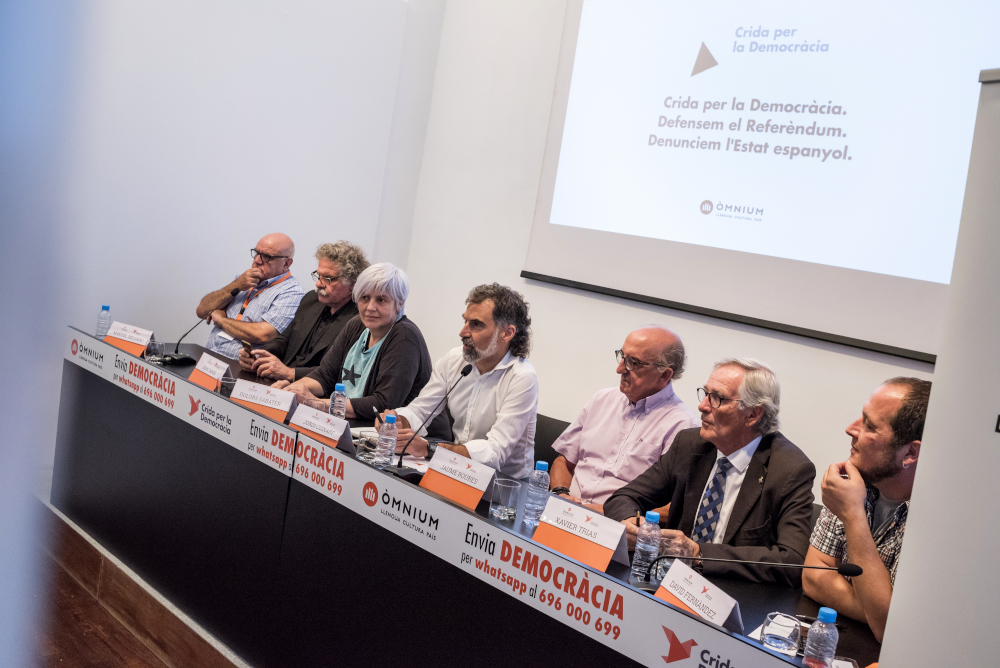
Presentació de Crida per la Democràcia.

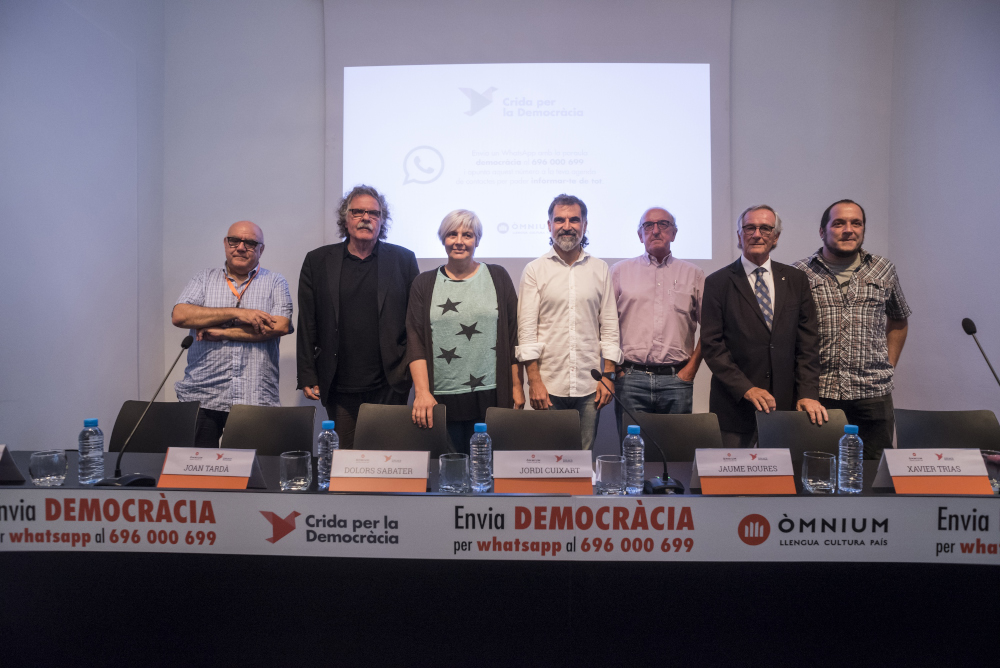
Presentació de Crida per la Democràcia.

Crida per la Democràcia va ser una campanya impulsada per Òmnium Cultural amb l'objectiu de defensar el referèndum independentista que va tenir lloc a Catalunya l'1 d'octubre de 2017.
La campanya es va presentar el 10 de juliol de 2017 en un acte en què hi van participar personalitats i polítics de tot l'espectre de l'independentisme: des de l'exalcalde de Barcelona Xavier Trias, el diputat al Congrés Joan Tardà, i la batlle de Badalona Dolors Sabater fins al periodista i activista David Fernàndez passant pel president d'Òmnium Cultural Jordi Cuixart i l'antropòleg Manuel Delgado Ruiz. El moviment estava inspirat en la Crida a la Solidaritat dels any 80, i pretenia agermanar a tots els demòcrates, ja fossin independentistes o no. També es pretenia "denunciar de forma sistemàtica creativa i audaç tots i cadascun del atacs que fa l'Estat espanyol a la democràcia, al representants i al poble".
En el marc de Crida per la Democràcia, Òmnium va activar un número de WhatsApp (el 696 000 699) per poder establir un canal a través del qual informar sobre dels actes de la campanya. En unes setmanes, més de 100.000 persones ja s'hi havien donat d'alta.
La primera acció de la campanya va ser la projecció del documental Las cloacas de Interior, una producció de Mediapro sobre les suposades clavegueres de l'Estat Espanyol, concretament del Ministeri d'Interior, utilitzades per a l'Operació Catalunya, unes operacions contra el moviment independentista català i altres objectius. La campanya va tenir força visibilitat també als carrers, on es van pintar un centenar de murals per tota Catalunya i es van penjar cartells de Crida per la Democràcia en el marc de les empaperades prèvies a l'1 d'octubre.
A pocs dies de la votació, la Guàrdia Civil bloquejaria el web de la campanya (www.cridaperlademocracia.cat). Poques hores més tard, Òmnium presentaria rèpliques mirall en dominis semblants, que serien igualment clausurades.